# Tapecomys wolffsohni
El pericote (Tapecomys wolffsohni) es una especie de roedor del género Tapecomys de la familia Cricetidae. Habita en el centro-oeste de Sudamérica.

## Taxonomía
Esta especie fue descrita originalmente en el año 1902 por el zoólogo británico Oldfield Thomas bajo el nombre científico de Phyllotis wolffsohni.
Conforma un clado con Tapecomys primus, por lo que en el año 2007, Phyllotis wolffsohni fue finalmente transferida a Tapecomys.
Localidad tipo
La localidad tipo referida es: “Tapacarí, departamento de Cochabamba, Bolivia (en una altitud de 3018 msnm)”.
Etimología
Etimológicamente, el término específico es un epónimo que refiere a John A.Wolffsohn a quien le fue dedicada la especie.

## Distribución geográfica
Esta especie de roedor de hábitos terrestres se distribuye en el centro de Bolivia, en altitudes de entre 1300 y 3875 m s. n. m.. Las menciones para zonas septentrionales del noroeste de la Argentina, en las provincias de Salta (Santa Victoria Oeste, en altitudes de 2100 m s. n. m.) y Jujuy, son todas posiblemente confusiones con Tapecomys primus.
Habita en valles secos interandinos, en bosques y arbustales xerófilos, tanto los prístinos como los perturbados, así como también en zonas cultivadas.

## Conservación
Según la organización internacional dedicada a la conservación de los recursos naturales Unión Internacional para la Conservación de la Naturaleza (IUCN), al no poseer mayores peligros y vivir en algunas áreas protegidas (como Cuesta de Sama y la reserva nacional de flora y fauna de Tariquía), la clasificó como una especie bajo “preocupación menor” en su obra: Lista Roja de Especies Amenazadas.